# Сапожине
Сапо́жине — село в Україні, у Щербанівській сільській громаді Полтавського району Полтавської області. Населення становить 85 осіб.

## Географія
Село Сапожине знаходиться за 2,5 км від правого берега річки Ворскла, за 0,5 км від села Нижні Вільшани та за 1 км від села Пожарна Балка.

## Історія
12 червня 2020 року, відповідно до розпорядження Кабінету Міністрів України № 721-р «Про визначення адміністративних центрів та затвердження територій територіальних громад Полтавської області», село увійшло до складу Щербанівської сільської громади.

19 липня 2020 року, в результаті адміністративно - територіальної реформи та ліквідації Полтавського району(1925-2020), село увійшло до складу новоутвореного Полтавського району.
1. ↑  Про визначення адміністративних центрів та затвердження територій територіальних громад Полтавської області. Офіційний портал Верховної Ради України. Архів оригіналу за 9 листопада 2021. Процитовано 3 квітня 2021.
2. ↑  Постанова Верховної Ради України від 17 липня 2020 року № 807-IX «Про утворення та ліквідацію районів»